# Famille Delachenal
La famille Delachenal, parfois De Lachenal, de La Chenal, voire Delachinal, est une famille de notables originaire d'Ugine, dans l'actuel département de la Savoie.
Elle a donné plusieurs personnalités juridiques et politiques. Une de ses branches a été anoblie.

## Histoire
La famille Delachenal est originaire d'Ugine, dans l'actuel département de la Savoie. Léon Buffet, auteur d'un ouvrage sur la ville d'Ugine (1930), relate une tradition familiale qui la ferait « [venir] d'Angleterre, au XIIIe siècle, avec le Bienheureux Boniface ; elle se serait établie en Tarentaise, où plusieurs de ses membres furent anoblis par des magistratures. » La famille Delachenal d'Ugine cherche à trouver une parenté avec ces nobles Delachenal de Tarentaise.
La famille Delachenal s'occupent des biens du comte de Menthon, pour sa seigneurie d'Outrechaise (en périphérie d'Ugine). Ils sont tant hommes d'affaires que fermiers, mais aussi châtelains et notaires. Ils restent aux affaires des lieux lorsque la seigneurie passe aux La Valdisère. Ainsi Melchior Delachenal († 1693), fils de Laurent Delachenal († 1649), est châtelain d'Outrechaise, fermier du seigneur comte de Menthon. Son épouse, Gasparde Delhôpital, est désignée comme « honorable […] prioresse des confréries du Saint Sacrement et du Rosaire » et appelée « la mère des pauvres ». Le couple a quatre fils.
L'aîné, Jean Delachenal (de la Chenal, de Lachenal), est bourgeois d'Annecy. Il rachète le fief et la juridiction des anciens maîtres de sa famille. Ce dernier possède plusieurs biens en son nom et celui de sa femme, Jeanne Frézat, notamment à Ugine, à Palud ou encore à Chevron. Il obtient, par cet achat, le titre de comte, mais il meurt quelques mois après, en septembre 1776 Son petit-fils, Joseph-Marie Delachenal, est anobli, au nom de son aïeul, le 9 août 1776,, après une procédure de treize ans. À la suite de l'invasion du duché de Savoie par les troupes révolutionnaires françaises, il est maire d'Ugine, puis détenu comme aristocrate dans les prisons d'Annecy.
Hyacinthe Delachenal, en épousant[Quand ?] Elisabeth de Lachenal d'Outrechaise, réunit les branches aînée et cadette.
Joseph Delachenal s'implante à Saint-Pierre-d'Albigny et devient maire en 1925,« instaurant un règne familial d'un demi-siècle », puisque son fils, Jean Delachenal, lui succède en 1947 et reste en place jusqu'en 1971,.

## Personnalités
- Maire d'Ugine[11] : Joseph-Marie Delachenal (1793-1799, 1800-1814).
- Syndics d'Ugine[11] : Hyacinthe Delachenal (1750) ; Jean-Joseph Delachenal (1771) ; Joseph Delachenal (1776) ; Charles-Emmanuel Delachenal (1816-1817) ; Joseph-Marie Delachenal, dit le cadet (1818-1821, 1829-…) ; Alphonse Delachenal d'Outrechaise (1845-…).
- Ambroise Delachenal (1809-1894), avocat et personnalité politique savoyarde.
- Eugène Delachenal (1846-1906), fils du précédent, professeur de droit à l'Université catholique de Lille.
- Joseph Delachenal (1881-1970), fils du précédent, avocat personnalité politique française.
- Jean Delachenal (1924-2018), fils du précédent, personnalité politique française.
- Pierre Delachenal (1918-2011), frère du précédent, officier, général de l'Armée de l'Air française, premier commandant de la patrouille de France.

## Filiations
Léon Buffet (1930) présente une filiation qu'il fait remonter au XVIIe siècle.
- Laurent Delachenal († 1649)
  - Melchior Delachenal († 1693) ∞ Gasparde Delhôpital
    - Arnould-Pierre Delachenal (…)
    - Thomas Delachenal († 1701), quatre fils
    - comte Jean Delachenal († 1776) ∞ Jeannne Frézat
      - Joseph Delachenal ∞ de Mârie-Aimée Franchet
        - comte Joseph-Marie Delachenal (…) ∞ N.N.
        - Hyacinthe Delachenal (…) ∞ Jeanne de Loche
          - Marie-Aimée Delachenal († 1835) ∞ Colonel de Magdelain
          - comte Joseph-Antoine Delachenal d'Outrechaise (1783-…) ∞ Josephte-Marie-Sophie Perrier de la Bâthie
            - Ambroise-Ernes Delachenal d'Outrechaise († 1866), sans postérité.
            - Alphonse Delachenal d'Outrechaise  (…), sans postérité.
            - Elisabeth Delachenal d'Outrechaise ∞ Hyacinthe Delachenal (son cousin)

        - N.N. (fille) ∞ Folliet
        - N.N. (fille) ∞ Cornuty
        - N.N. (fille) ∞ de Launay

    - François-Raymond Delachenal (…) ∞ (1) N.N. ; ∞ (2) Anne-Marie Delaplace
      - (2) Maurice Delachenal (…), curé.

    - François Delachenal (…) ∞ Antoinette Borne
      - Antoine Delachenal (…), dit le gros
      - Claude Delachenal (…)
      - Joseph-Marie Delachenal (…) ∞ Jeannette Dessaix (sœur du général Joseph Marie Dessaix)
      - François Delachenal (…), dit Pierre-François
        - … Francisque Delachenal (1815), arrière-petit-fils du précédent

    - Hyacinthe Delachenal (…), dit le cadet
      - Jean-Joseph Delachenal (…)
      - Françoise Delachenal ∞ Georges-Étienne Suarez
      - Joseph-Marie Delachenal (1781-1861) ∞ Adelaïde Blanc (1783-1822), de Beaufort
        - Joseph-Marie-Ambroise Delachenal (1808-1894) ∞ Claire Portier (1807-1894)[12]
          - Adèle Delachenal (1834-1917) ∞ (1855) Eugène Alexandre Guiter (1822-1872)[12]
          - Joseph Delachenal (1837-1920)[12]
          - Eugène Delachenal (1846-1906) ∞ Isabelle Poullier (1857-1881)[12]
            - Joseph Louis Adolphe Delachenal (1881-1970)[12] ∞ Geneviève de Montgolfier (1889-1978), six enfants dont :
              - Eugène Delachenal (1912-1958) ∞ (1942) Geneviève Mitterrand
              - Jean Delachenal (1924-2018)[12] ∞ N.N.
              - Pierre Delachenal (1918-2011) ∞ N.N.

        - Hyacinthe Delachenal (…) ∞ Elisabeth de Lachenal d'Outrechaise (sa cousine)

## Armes
Les armes de la famille Delachenal (de Lachenal) d'Outrechaise se blasonnent ainsi : D'or à un chevron raccourci d'azur, accompagné de trois étoiles de gueules, et à la champagne d'une rivière d'azur chargée d'un cygne d'argent.